# Owen Finegan
Owen Desmond Anthony Finegan (Sydney, 22 aprile 1972) è un ex rugbista a 15 e allenatore di rugby a 15 australiano, seconda-terza linea, vincitore di due titoli del Super Rugby con i Brumbies e di una Coppa del mondo nel 1999 con gli Wallabies.

## Biografia
Owen fece parte della squadra dei Brumbies di Canberra che partecipò alla prima edizione del Super Rugby, il Super 12 1996; con essa disputò 10 edizioni consecutive di tale torneo, vincendone quelle del 2001 e del 2004, quest'ultima da capitano; in tale periodo scese in campo 92 volte realizzando 150 punti.
In Nazionale esordì nel 1996 a Brisbane contro il Galles e da allora fu una presenza regolare fino al 2003 fatta eccezione per il 2000 che non lo vide mai in campo a causa di diversi infortuni (fu soggetto alla ricostruzione chirurgica di una spalla, un ginocchio e una caviglia).
Fu presente alla Coppa del Mondo di rugby 1999 nel Regno Unito che l'Australia vinse battendo in finale la Francia e partecipò alla vittoria degli Wallabies nel Tri Nations 2001, e terminò l'attività internazionale proprio prima della Coppa del Mondo di rugby 2003, alla quale non fu convocato.
Terminato il contratto con i Brumbies si trasferì in Europa: dapprima in Inghilterra nel 2005 ai Newcastle Falcons in Premiership, poi nella stagione successiva in Irlanda al Leinster in Celtic League per un ingaggio annuale.
Infine, nel 2007, fu ingaggiato dal Leicester a gettone per coprire l'organico impoverito dalle convocazioni alla Coppa del Mondo di rugby 2007.
Al termine dell'ingaggio con il Leicester Finegan smise l'attività agonistica e tornò in Australia dove, dal 2009 a tutto il 2010, guidò i Brumbies come assistente allenatore; dal 2011 guida la formazione dei Gungahlin Eagles, squadra afferente alla franchise dei Brumbies.
Finegan vanta anche tre convocazioni nei Barbarians tra il 2004 e il 2005.

## Palmarès
- Coppe del mondo: 1
Australia: 1999
- Super Rugby: 2
Brumbies: 2001, 2004